# دهب (فلم)
دهب فيلم استعراضي مصري، إنتاج عام 1953، بطولة أنور وجدي، فيروز، ماجدة، إسماعيل ياسين، زينات صدقي، سراج منير، ميمي شكيب.

## الأحداث
تدور الأحداث حول فتاة رضيعة (فيروز)، يتخلص منها والدها (سراج منير) بعد أن حملت بها والدتها الخادمة منه وذلك خوفاً من الفضيحة، لكنها قبل أن تموت تعترف لعمة الطفلة أنها زوجة شرعية وأعطتها عقد الزواج، ويجد الطفلة شحاذ (أنور وجدي) فيتبناها ويربيها حتى تكبر وتساعده في الشحاذة وذلك لجمال صوتها، ثم يكتشفها منتج على وشك الإفلاس (إسماعيل ياسين) فيقدمها في التياترو الذي يمتلكه فتشتهر ويروج حال التياترو، ليكتشف الأب الحقيقي بعد ذلك أنها ابنته فيحاول استعادتها لتنقذه من الإفلاس بسبب القمار، فتحاول الفتاة الانتحار حتى لا تبتعد عن والدها الذي تعرفه.

## أبطال الفيلم
- أنور وجدي: وحيد الشهير بألفونسو
- ماجدة: ابنة عم دهب الطفلة
- فيروز: دهب الطفلة
- إسماعيل: صاحب التياترو
- سراج منير: والد دهب
- ميمي شكيب: زوجة الأب
- زينات صدقي: صاحبة البيت
- سيد سليمان : بواب الملجأ

## روابط خارجية
- مقالات تستعمل روابط فنية بلا صلة مع ويكي بيانات